# Torneo Regional 1981
El Torneo Regional 1981 fue la decimoquinta edición de este torneo, organizado por el Consejo Federal de la Asociación del Fútbol Argentino. Su objetivo era clasificar 4 equipos para disputar el Campeonato Nacional 1981.

## Incorporados y relegados
| Pos. | Clasificados del Regional 1980 |
| ---- | ------------------------------ |

| Relegados del Nacional 1980 |
| --------------------------- |

| Incorporados de las ligas regionales                                          |
| ----------------------------------------------------------------------------- |
| Setenta y ocho (78) equipos ganadores de las plazas de sus ligas respectivas. |

## Sistema de disputa
Los participantes fueron divididos en ocho grupos, siendo distribuidos geográficamente:
- Grupo 1: Fueron divididos en cuatro zonas de 5 equipos, donde el ganador de cada zona accedió a la zona final; y el ganador avanzó a la fase final. En todas las zonas se enfrentaron bajo el sistema de todos contra todos a 2 ruedas.
- Grupo 2: Fueron divididos en dos zonas de 4 equipos, los dos ganadores se enfrentaron entre sí a 2 partidos, donde el ganador avanzó a la fase final. En cada zona se enfrentaron bajo el sistema de todos contra todos a 2 ruedas.
- Grupo 3: Los 6 equipos se enfrentaron bajo el sistema de todos contra todos a 2 ruedas. El ganador avanzó a la fase final.
- Grupo 4: Los 5 equipos se enfrentaron bajo el sistema de todos contra todos a 2 ruedas. El ganador avanzó a la fase final.
- Grupo 5: Los 7 equipos se enfrentaron bajo el sistema de todos contra todos a 2 ruedas. El ganador avanzó a la fase final.
- Grupo 6: Fueron divididos en una zona de 4 equipos y una de 5, los dos ganadores se enfrentaron entre sí a 2 partidos, donde el ganador avanzó a la fase final. En cada zona se enfrentaron bajo el sistema de todos contra todos a 2 ruedas.
- Grupo 7: Fueron divididos en dos zonas de 5 equipos y una de 6, donde el ganador de cada zona accedió a la zona final; y el ganador avanzó a la fase final. En todas las zonas se enfrentaron bajo el sistema de todos contra todos a 2 ruedas.
- Grupo 8: Los 7 equipos se enfrentaron bajo el sistema de todos contra todos a 2 ruedas. El ganador avanzó a la fase final.

En la fase final, se enfrentaron a eliminación directa a 2 partidos, donde se definieron a 2 clasificados al Campeonato Nacional. Los perdedores de las semifinales y finales avanzaron a una fase extra para definir a los 2 clasificados restantes.

## Fase final

### Cuadro de desarrollo
|  | Semifinales | Semifinales            | Semifinales | Semifinales |   |                        | Final                  | Final | Final | Final |  |
|  |             |                        |             |             |   |                        |                        |       |       |       |  |
|  |             |                        |             |             |   |                        |                        |       |       |       |  |
|  | 7           | Renato Cesarini        | 0           | 1           |   |                        |                        |       |       |       |  |
|  | 7           | Renato Cesarini        | 0           | 1           |   |                        |                        |       |       |       |  |
|  | 8           | Guarani Antonio Franco | 0           | 1           |   |                        |                        |       |       |       |  |
|  | 8           | Guarani Antonio Franco | 0           | 1           |   | Guarani Antonio Franco | Guarani Antonio Franco | 1     | 2     |       |  |
|  |             |                        |             |             |   | Guarani Antonio Franco | Guarani Antonio Franco | 1     | 2     |       |  |
|  |             |                        | Mitre (GB)  | Mitre (GB)  | 1 | 0                      |                        |       |       |       |  |
|  | 5           | Tucumán                | Mitre (GB)  | Mitre (GB)  | 1 | 0                      | 0                      | 4     |       |       |  |
|  | 5           | Tucumán                |             |             |   |                        | 0                      | 4     |       |       |  |
|  | 6           | Mitre (GB)             | 1           | 3           |   |                        |                        |       |       |       |  |
|  | 6           | Mitre (GB)             | 1           | 3           |   |                        |                        |       |       |       |  |
|  |             |                        |             |             |   |                        |                        |       |       |       |  |

|  | Guarani Antonio Franco clasificó al Nacional 1981. |

|  | Semifinales | Semifinales     | Semifinales  | Semifinales  |   |                  | Final            | Final | Final | Final |  |
|  |             |                 |              |              |   |                  |                  |       |       |       |  |
|  |             |                 |              |              |   |                  |                  |       |       |       |  |
|  | 3           | Huracán (SR)    | 2            | 1            |   |                  |                  |       |       |       |  |
|  | 3           | Huracán (SR)    | 2            | 1            |   |                  |                  |       |       |       |  |
|  | 4           | San Martin (SJ) | 1            | 1            |   |                  |                  |       |       |       |  |
|  | 4           | San Martin (SJ) | 1            | 1            |   | Huracán (SR)(v.) | Huracán (SR)(v.) | 1     | 0     |       |  |
|  |             |                 |              |              |   | Huracán (SR)(v.) | Huracán (SR)(v.) | 1     | 0     |       |  |
|  |             |                 | General Roca | General Roca | 1 | 0                |                  |       |       |       |  |
|  | 2           | General Roca    | General Roca | General Roca | 1 | 0                | 1                | 1     |       |       |  |
|  | 2           | General Roca    |              |              |   |                  | 1                | 1     |       |       |  |
|  | 1           | Loma negra      | 1            | 0            |   |                  |                  |       |       |       |  |
|  | 1           | Loma negra      | 1            | 0            |   |                  |                  |       |       |       |  |
|  |             |                 |              |              |   |                  |                  |       |       |       |  |

|  | Huracán (SR) clasificó al Nacional 1981. |

## Fase extra

### Cuadro de desarrollo
|  | Semifinales     | Semifinales  | Semifinales |   |   | Final | Final | Final |  |
|  |                 |              |             |   |   |       |       |       |  |
|  |                 |              |             |   |   |       |       |       |  |
|  |                 |              |             |   |   |       |       |       |  |
|  |                 |              |             |   |   |       |       |       |  |
|  |                 |              |             |   |   |       |       |       |  |
|  |                 | General Roca | 1           | 2 |   |       |       |       |  |
|  |                 |              |             | 2 |   |       |       |       |  |
|  |                 |              | Tucumán     | 1 | 0 |       |       |       |  |
|  | Renato Cesarini | 0            | Tucumán     | 1 | 0 | 0     |       |       |  |
|  | Renato Cesarini | 0            |             |   |   | 0     |       |       |  |
|  | Tucumán         | 3            | 2           |   |   |       |       |       |  |
|  | Tucumán         | 3            | 2           |   |   |       |       |       |  |
|  |                 |              |             |   |   |       |       |       |  |

|  | Tucumán clasificó al Nacional 1981. |

|  | Semifinales     | Semifinales | Semifinales |   |            | Final | Final | Final |  |
|  |                 |             |             |   |            |       |       |       |  |
|  |                 |             |             |   |            |       |       |       |  |
|  | San Martin (SJ) | 0           | 1           |   |            |       |       |       |  |
|  | San Martin (SJ) | 0           | 1           |   |            |       |       |       |  |
|  | Loma negra      | 2           | 1           |   |            |       |       |       |  |
|  | Loma negra      | 2           | 1           |   | Loma negra | 0     | 6     |       |  |
|  |                 |             |             |   | Loma negra | 0     | 6     |       |  |
|  |                 |             | Mitre (GB)  | 0 | 1          |       |       |       |  |
|  |                 |             | Mitre (GB)  | 0 | 1          |       |       |       |  |
|  |                 |             |             |   |            |       |       |       |  |
|  |                 |             |             |   |            |       |       |       |  |
|  |                 |             |             |   |            |       |       |       |  |
|  |                 |             |             |   |            |       |       |       |  |

|  | Loma negra clasificó al Nacional 1981. |